# Glenfield (Pennsylvania)
Glenfield  è una borough degli Stati Uniti d'America, nella contea di Allegheny nello Stato della Pennsylvania. Secondo il censimento del 2000 la popolazione è di 236 abitanti.

## Società

### Evoluzione demografica
La composizione etnica vede una prevalenza dell'etnia caucasica (96,19%), seguita quella asiatica (2,54%), dati del 2000.
| borough di Glenfield Popolazione |     |
| 2000                             | 236 |
| Stima al 2009                    | 217 |